# August Langemeyer
August Langemeyer (* 1. Februar 1859 in Mettingen; † 30. Juni 1920 in Bad Kissingen) war ein deutscher Brennereibesitzer und Abgeordneter.
Langemeyer, der katholischer Konfession war, war Brennereibesitzer in Mettingen. 1905 bis 1919 gehörte er für die Deutsche Zentrumspartei und den Wahlkreis Tecklenburg dem Provinziallandtag der Provinz Westfalen an. Das von Cornelius Langemeyer gegründete Familienunternehmen besteht als Kornbrennerei C. Langemeyer in Mettingen heute noch.